# ياسوتسوني أوهارا
ياسوتسوني أوهارا (باليابانية: 上原康恒) مواليد 12 أكتوبر 1949 في أوكيناوا، هو ملاكم ياباني.

## إحصائيات
خاض خلال مسيرته 32 نزالا، فاز في 27 ولم يتعادل وخسر في 5. فاز بالضربة القاضية في 21 نزالا.

## روابط خارجية
- ياسوتسوني أوهارا على موقع بوكس ريك (الإنجليزية) (registration required)